# Union Gap (Washington)
Union Gap es una ciudad ubicada en el condado de Yakima en el estado estadounidense de Washington. En el año 2000 tenía una población de 6.311 habitantes y una densidad poblacional de 431,6 personas por km².

## Geografía
Union Gap se encuentra ubicada en las coordenadas 46°33′30″N 120°29′26″O / 46.55833, -120.49056.

## Demografía
Según la Oficina del Censo en 2000 los ingresos medios por hogar en la localidad eran de $30 676, y los ingresos medios por familia eran $34 795. Los hombres tenían unos ingresos medios de $25 802 frente a los $23 393 para las mujeres. La renta per cápita para la localidad era de $13 102. Alrededor del 18,0% de la población estaban por debajo del umbral de pobreza.